# ХАД
ХАД (дарі خدمات امنیت دولتی, Хадамат-е амнійат-е давлаті — Служба державної безпеки) — назва служби державної безпеки у Демократичній Республіці Афганістан. Попередниками ХАД були AGSA, що існувала з квітня 1978 до вересня 1979 року, яку очолював Асадулла Сарварі, та КАМ, що існувала з вересня до грудня 1979 року, яку очолював Асадулла Амін (обидва — члени фракції «Хальк»).
Спецслужба ХАД створена у січні 1980 року «…для захисту демократичних свобод, національної незалежності та суверенітету, інтересів революції, народу й держави, також, для нейтралізації під керівництвом НДПА змов, які виношуються зовнішніми ворогами Афганістану» (Бабрак Кармаль).
Спецслужба була створена та функціонувала за значного сприяння КДБ СРСР.. До функцій ХАД входила контррозвідка, виявлення й попередження підривної діяльності контрреволюційного підпілля, бандформувань і терористичних груп.

## Директори
| №  | Назва     | Директор            | Початок повноважень | Завершення повноважень | Політична партія |
| -- | --------- | ------------------- | ------------------- | ---------------------- | ---------------- |
| 01 | AGSA      | Асадулла Сарварі    | квітень 1978        | вересень 1979          | НДПА («Хальк»)   |
| 02 | KAM       | Асадулла Амін       | вересень 1979       | грудень 1979           | НДПА («Хальк»)   |
| 03 | ХАД       | Мухаммед Наджибулла | січень 1980         | травень 1986           | НДПА («Парчам»)  |
| 04 | ХАД — WAD | Гулям Фарук Якубі   | травень 1986        | квітень 1992           | НДПА («Парчам»)  |
| 05 | ХАД       | Мухаммед Фахім      | квітень 1992        | грудень 2004           | Об'єднаний Фронт |